# Chamouille

Chamouille este o comună în departamentul Aisne din nordul Franței. În 2004 avea o populație de 256 de locuitori.